# Ministeri de l'Interior
|  | Per a altres significats, vegeu «Ministeri de l'Interior (desambiguació)». |

El Ministeri de l'Interior és l'àrea del poder executiu encarregada de les normes i accions sobre polítiques internes orientades a mantenir l'ordre públic, la seguretat i la pau social. És també l'encarregada de gestionar les relacions del cap de govern amb les organitzacions polítiques d'un país. També se l'anomena Secretaria d'Afers Interns, Secretaria de l'Interior,  Secretaria de Governació o de Govern. En el cas de Catalunya, s'anomena Departament d'Interior.
L'encarregat d'aquest òrgan és conegut habitualment com a  ministre de l'interior. És també l'encarregat de l'ordre interior de l'Estat, el que significa que sol estar al capdavant de les forces policials i d'intel·ligència nacionals. A Catalunya aquest càrrec s'anomena conseller d'Interior.
Les seves funcions depenen de la legislació de cada país. Algunes d'elles poden ser:
- En casos en què no hi hagi un vicecap de govern, suplir el titular del poder executiu quan aquest és absent del país, o en els casos de necessitat que indiqui la constitució de la nació.
- Representar el poder executiu en les negociacions polítiques amb el poder legislatiu o el judicial.
- Coordinar els serveis nacionals d'espionatge i les forces de seguretat ciutadana que protegeixen els recursos en possessió del govern nacional; així com les que investiguen i persegueixen delictes considerats com a greus al país.
- Coordinar el gabinet del poder executiu, és a dir, el col·legi dels secretaris o ministres d'Estat.